# Trichosilia fernaldi
Trichosilia fernaldi är en fjärilsart som beskrevs av Morrison 1875. Trichosilia fernaldi ingår i släktet Trichosilia och familjen nattflyn. Inga underarter finns listade i Catalogue of Life.